# جب الجراح
جب الجراح بلدة وناحية تتبع منطقة المخرّم في محافظة حمص في سورية. بلغ عدد سكان الناحية 19,621 نسمة حسب تعداد عام 2004.